# Liste der Baudenkmale in Staufenberg (Niedersachsen)
In der Liste der Baudenkmale in Staufenberg sind alle Baudenkmale der niedersächsischen Gemeinde Staufenberg im Landkreis Göttingen aufgelistet. Der Stand der Liste ist das Jahr 1993.

## Allgemein
Staufenberg besteht aus den Ortsteilen Benterode, Dahlheim, Escherode, Landwehrhagen, Lutterberg, Nienhagen, Sichelnstein, Speele, Spiekershausen und Uschlag.
In den Spalten befinden sich folgende Informationen:
- Lage: die Adresse des Baudenkmales und die geographischen Koordinaten. Kartenansicht, um Koordinaten zu setzen. In der Kartenansicht sind Baudenkmale ohne Koordinaten mit einem roten Marker dargestellt und können in der Karte gesetzt werden. Baudenkmale ohne Bild sind mit einem blauen Marker gekennzeichnet, Baudenkmale mit Bild mit einem grünen Marker.
- Bezeichnung: Bezeichnung des Baudenkmales
- Beschreibung: die Beschreibung des Baudenkmales. Unter § 3 Abs. 2 NDSchG werden Einzeldenkmale und unter § 3 Abs. 3 NDSchG Gruppen baulicher Anlagen und deren Bestandteile ausgewiesen.
- ID: die Objekt-ID des Baudenkmales
- Bild: ein Bild des Baudenkmales, ggf. zusätzlich mit einem Link zu weiteren Fotos des Baudenkmals im Medienarchiv Wikimedia Commons. Wenn man auf das Kamerasymbol klickt, können Fotos zu Baudenkmalen aus dieser Liste hochgeladen werden:

## Benterode
| Lage                                           | Bezeichnung              | Beschreibung | ID       | Bild           |
| ---------------------------------------------- | ------------------------ | --- | -------- | -------------- |
| Am Ring 51° 20′ 39″ N, 9° 37′ 18″ O            | Kirche                   | Die Kirche wurde 1786/787 erbaut. Der Vorgängerbau war 1785 abgerissen worden. Es ist ein Saalbau mit barocken Elementen. Der Turm im Süden der Kirche hat ein Fachwerkobergeschoss und eine Laternenhaube. Im Inneren befindet sich eine Orgel aus dem Jahr 1797. Geschützt ist außerdem auch der Baumbestand des Kirchhofs. (ID 35286992) | 35286508 | Weitere Bilder |
| Am Ring 8 51° 20′ 37″ N, 9° 37′ 18″ O          | Wohnhaus                 | | 35286530 |                |
| Wellebachstraße 19 51° 20′ 44″ N, 9° 37′ 17″ O | Wohnhaus                 | Einzeldenkmal der Baudenkmal-Gruppe Wellebachstraße 19,21,23,25 (ID 35232152) | 35286550 |                |
| Wellebachstraße 21 51° 20′ 44″ N, 9° 37′ 15″ O | Wohnhaus                 | Einzeldenkmal der Baudenkmal-Gruppe Wellebachstraße 19,21,23,25 (ID 35232152) | 35286572 |                |
| Wellebachstraße 23 51° 20′ 44″ N, 9° 37′ 17″ O | Wohnhaus                 | Einzeldenkmal der Baudenkmal-Gruppe Wellebachstraße 19,21,23,25 (ID 35232152) | 35286594 |                |
| Wellebachstraße 25 51° 20′ 43″ N, 9° 37′ 18″ O | Wohn-/Wirtschaftsgebäude | Einzeldenkmal der Baudenkmal-Gruppe Wellebachstraße 19,21,23,25 (ID 35232152) | 35286617 |                |
| Wellebachstraße 30 51° 20′ 42″ N, 9° 37′ 21″ O | Wohn-/Wirtschaftsgebäude | Einzeldenkmal der Baudenkmal-Gruppe Wellebachstraße 30,32 (ID 35232166) | 35286639 |                |
| Wellebachstraße 32 51° 20′ 41″ N, 9° 37′ 23″ O | Wohn-/Wirtschaftsgebäude | Einzeldenkmal der Baudenkmal-Gruppe Wellebachstraße 30,32 (ID 35232166) | 35286661 |                |
| Wellebachstraße 32 51° 20′ 41″ N, 9° 37′ 24″ O | Scheune                  | Einzeldenkmal der Baudenkmal-Gruppe Wellebachstraße 30,32 (ID 35232166) | 35286486 | BW             |
| Wellebachstraße 32 51° 20′ 41″ N, 9° 37′ 24″ O | Speicher                 | Einzeldenkmal der Baudenkmal-Gruppe Wellebachstraße 30,32 (ID 35232166) | 35286464 | BW             |
| Wellebachstraße 33 51° 20′ 41″ N, 9° 37′ 19″ O | Wohnhaus                 | Einzeldenkmal der Baudenkmal-Gruppe Wellebachstraße 33,35,40-52 (ID 35232180) | 35286683 |                |
| Wellebachstraße 35 51° 20′ 40″ N, 9° 37′ 20″ O | Hofanlage                | Einzeldenkmal der Baudenkmal-Gruppe Wellebachstraße 33,35,40-52 (ID 35232180) | 35286705 |                |
| Wellebachstraße 37 51° 20′ 40″ N, 9° 37′ 22″ O | Wohnhaus                 | | 35286727 |                |
| Wellebachstraße 40 51° 20′ 39″ N, 9° 37′ 24″ O | Wohnhaus                 | Zusammen mit Nebengebäude (ID 35286769) dahinter Einzeldenkmal der Baudenkmal-Gruppe Wellebachstraße 33,35,40-52 (ID 35232180) | 35286747 |                |
| Wellebachstraße 42 51° 20′ 39″ N, 9° 37′ 24″ O | Wohnhaus                 | Einzeldenkmal der Baudenkmal-Gruppe Wellebachstraße 33,35,40-52 (ID 35232180) | 35286791 |                |
| Wellebachstraße 44 51° 20′ 38″ N, 9° 37′ 25″ O | Wohn-/Wirtschaftsgebäude | Einzeldenkmal der Baudenkmal-Gruppe Wellebachstraße 33,35,40-52 (ID 35232180) | 35286813 |                |
| Wellebachstraße 46 51° 20′ 38″ N, 9° 37′ 26″ O | Wohn-/Wirtschaftsgebäude | Einzeldenkmal der Baudenkmal-Gruppe Wellebachstraße 33,35,40-52 (ID 35232180) | 35286835 |                |
| Wellebachstraße 48 51° 20′ 37″ N, 9° 37′ 26″ O | Wohn-/Wirtschaftsgebäude | Zusammen mit dem Baumbestand (ID 35287014) vor dem Haus Einzeldenkmal der Baudenkmal-Gruppe Wellebachstraße 33,35,40-52 (ID 35232180) | 35286857 |                |
| Wellebachstraße 50 51° 20′ 37″ N, 9° 37′ 27″ O | Wohn-/Wirtschaftsgebäude | Einzeldenkmal der Baudenkmal-Gruppe Wellebachstraße 33,35,40-52 (ID 35232180) | 35286880 |                |
| Wellebachstraße 52 51° 20′ 36″ N, 9° 37′ 28″ O | Wohnhaus                 | Einzeldenkmal der Baudenkmal-Gruppe Wellebachstraße 33,35,40-52 (ID 35232180) | 35286902 |                |
| Wellebachstraße 53 51° 20′ 35″ N, 9° 37′ 27″ O | Wohnhaus                 | Bildet zusammen mit dem Staketzaun (ID 35286969) entlang der Straße die Baudenkmal-Gruppe Wellebachstraße 53,55 (ID 35232194) | 35286924 |                |
| Wellebachstraße 55 51° 20′ 35″ N, 9° 37′ 27″ O | Wohnhaus                 | Das Gebäude wurde zwischenzeitlich erneuert und verlor vermutlich den Status als Einzeldenkmal. Es bildete ursprünglich mit dem Nachbargrundstück die Baudenkmal-Gruppe Wellebachstraße 53,55 (ID 35232194) |          | BW             |

## Dahlheim
| Lage                                                        | Bezeichnung | Beschreibung             | ID       | Bild |
| ----------------------------------------------------------- | ----------- | ------------------------ | -------- | ---- |
| Escheröder Straße 4 51° 19′ 15″ N, 9° 38′ 35″ O             | Wohnhaus    |                          | 35289813 | BW   |
| Kasseler Straße, L563, km 2,636 51° 19′ 30″ N, 9° 38′ 15″ O | Brücke      | Straßenbrücke WL Hopbach | 35290239 | BW   |
| Witzenhäuser Straße 16 51° 19′ 18″ N, 9° 38′ 30″ O          | Wohnhaus    |                          | 35290524 | BW   |
| Witzenhäuser Straße 21 51° 19′ 18″ N, 9° 38′ 29″ O          | Wohnhaus    |                          | 35290544 | BW   |

## Escherode
| Lage                                          | Bezeichnung              | Beschreibung | ID       | Bild           |
| --------------------------------------------- | ------------------------ | --- | -------- | -------------- |
| Am Schmiedeborn 1 51° 19′ 30″ N, 9° 39′ 47″ O | Wohn-/Wirtschaftsgebäude | Das Wohn-/Wirtschaftsgebäude wurde in der Mitte des 18. Jahrhunderts erbaut, zwischenzeitlich aber verändert. Es ist ein zweigeschossiges Fachwerkhaus mit einem Satteldach. Links befinden sich zwei Einfahrtstore, der Eingang liegt rechts, davor eine Freitreppe.                 | 35287277 |                |
| Hilgenschläde 2 51° 19′ 26″ N, 9° 39′ 44″ O   | Hofanlage                | Der Hof wurde im 19. Jahrhundert erbaut. Das Wohnhaus des Hofes ist ein zweigeschossiges, symmetrisches Fachwerkhaus mit fünf Achsen und einem Krüppelwalmdach. Geschützt ist auch der Baumbestand im Hof.                                                                            | 35232209 | BW             |
| Hopbachstraße 11 51° 19′ 31″ N, 9° 39′ 41″ O  | Backhaus                 | | 35287171 | BW             |
| Hopbachstraße 19 51° 19′ 30″ N, 9° 39′ 49″ O  | Wohnhaus                 | | 35287191 |                |
| Kirchweg 51° 19′ 33″ N, 9° 39′ 55″ O          | Kirche                   | Die Paul-Gerhardt-Kirche Escherode wurde 1425 das erste Mal erwähnt, der Turm stammt wahrscheinlich aus dieser Zeit. Sie wurde allerdings im Laufe der Zeit mehrmals umgebaut. Die Kirche liegt auf einer Anhöhe im Dorf. Geschützt ist auch die Bruchsteineinfriedung des Kirchhofs. | 35287235 | Weitere Bilder |
| Mittelstraße 3 51° 19′ 32″ N, 9° 39′ 59″ O    | Scheune                  | | 35287257 |                |

## Landwehrhagen
| Lage                                              | Bezeichnung                       | Beschreibung | ID       | Bild           |
| ------------------------------------------------- | --------------------------------- | --- | -------- | -------------- |
| Bohlweg 1 51° 21′ 11″ N, 9° 35′ 35″ O             | Schule, ehem.                     | Einzeldenkmal der Baudenkmal-Gruppe Bohlweg 1,3,5 / Obere Dorfstraße (ID 35232095) | 35287455 |                |
| Bohlweg 3 51° 21′ 12″ N, 9° 35′ 35″ O             | Wohnhaus                          | Einzeldenkmal der Baudenkmal-Gruppe Bohlweg 1,3,5 / Obere Dorfstraße (ID 35232095) | 35287478 |                |
| Bohlweg 5 51° 21′ 13″ N, 9° 35′ 33″ O             | Wohnhaus                          | Einzeldenkmal der Baudenkmal-Gruppe Bohlweg 1,3,5 / Obere Dorfstraße (ID 35232095) | 35287500 |                |
| Wissmannshof, K215 51° 22′ 36″ N, 9° 35′ 1″ O     | Grenzstein                        | Grenzstein aus rotbraunem Sandstein mit halbrundem Oberteil. | 28955384 | BW             |
| Hannoversche Straße 11 51° 21′ 7″ N, 9° 35′ 30″ O | Wohn-/Wirtschaftsgebäude          | | 35287522 |                |
| Obere Dorfstraße 51° 21′ 12″ N, 9° 35′ 34″ O      | Kirche St. Petri                  | Die Kirche bildet den Mittelpunkt des Dorfes. Zusammen mit dem Teich (ID 35287590) und dem Baumbestand (ID 35287905) des Kirchhofes Einzeldenkmal der Baudenkmal-Gruppe Bohlweg 1,3,5 / Obere Dorfstraße (ID 35232095) | 35287566 | Weitere Bilder |
| Obere Dorfstraße 14 51° 21′ 10″ N, 9° 35′ 35″ O   | Wohnhaus                          | | 35287610 |                |
| Obere Dorfstraße 27 51° 21′ 9″ N, 9° 35′ 46″ O    | Wohnhaus                          | Vermutlich nicht mehr als Baudenkmal geschützt, da im Denkmalatlas nicht mehr aufgeführt. |          |                |
| Obere Dorfstraße 29 51° 21′ 9″ N, 9° 35′ 47″ O    | Wohnhaus                          | Vermutlich nicht mehr als Baudenkmal geschützt, da im Denkmalatlas nicht mehr aufgeführt. |          |                |
| Obere Dorfstraße 30 51° 21′ 8″ N, 9° 35′ 43″ O    | Wohnhaus                          | | 35287630 |                |
| Obere Dorfstraße 37 51° 21′ 8″ N, 9° 35′ 50″ O    | Wohn-/Wirtschaftsgebäude          | | 35287650 |                |
| Obere Dorfstraße 41 51° 21′ 8″ N, 9° 35′ 51″ O    | Wohn-/Wirtschaftsgebäude          | Einzeldenkmal der Baudenkmal-Gruppe Obere Dorfstraße 41,43 (ID 35232110) | 35287670 |                |
| Obere Dorfstraße 43 51° 21′ 8″ N, 9° 35′ 52″ O    | Wohn-/Wirtschaftsgebäude          | Einzeldenkmal der Baudenkmal-Gruppe Obere Dorfstraße 41,43 (ID 35232110) | 35287692 |                |
| Obere Dorfstraße 50 51° 21′ 7″ N, 9° 35′ 51″ O    | Wohnhaus                          | Einzeldenkmal der Baudenkmal-Gruppe Obere Dorfstraße 50,52 (ID 35232124) | 35287714 |                |
| Obere Dorfstraße 52 51° 21′ 6″ N, 9° 35′ 53″ O    | Wohnhaus                          | Teil der Baudenkmal-Gruppe Obere Dorfstraße 50,52 (ID 35232124), aber nicht mehr als Einzeldenkmal geschützt. |          |                |
| Sandershäuser Weg 51° 20′ 41″ N, 9° 35′ 32″ O     | Brücke                            | Straßenbrücke ü. WL Twerengraben | 35287778 |                |
| Sandershäuser Weg 51° 20′ 40″ N, 9° 35′ 30″ O     | Chaussee von Hannover nach Kassel | | 35287758 | BW             |
| L 562, km 41,506 51° 20′ 40″ N, 9° 35′ 47″ O      | Tievernbrücke                     | | 35287542 |                |
| Untere Dorfstraße 6 51° 21′ 10″ N, 9° 35′ 29″ O   | Wohnhaus                          | Einzeldenkmal der Baudenkmal-Gruppe Unter Dorfstraße 6,8,10 (ID 35232138) | 35287799 |                |
| Untere Dorfstraße 8 51° 21′ 10″ N, 9° 35′ 28″ O   | Wohnhaus                          | Einzeldenkmal der Baudenkmal-Gruppe Unter Dorfstraße 6,8,10 (ID 35232138) | 35287821 |                |
| Untere Dorfstraße 10 51° 21′ 10″ N, 9° 35′ 27″ O  | Wohnhaus                          | Einzeldenkmal der Baudenkmal-Gruppe Unter Dorfstraße 6,8,10 (ID 35232138) | 35287843 |                |
| Untere Dorfstraße 14 51° 21′ 11″ N, 9° 35′ 25″ O  | Wohnhaus                          | | 35287865 |                |
| Untere Dorfstraße 23 51° 21′ 9″ N, 9° 35′ 23″ O   | Wohnhaus                          | | 35287885 |                |
| Untere Dorfstraße 37 51° 21′ 8″ N, 9° 35′ 18″ O   | Wohnhaus                          | Vermutlich nicht mehr als Baudenkmal geschützt, da im Denkmalatlas nicht mehr aufgeführt. |          |                |

## Lutterberg
| Lage                                             | Bezeichnung               | Beschreibung | ID       | Bild |
| ------------------------------------------------ | ------------------------- | --- | -------- | ---- |
| Drei-Meister-Straße 3 51° 22′ 23″ N, 9° 37′ 8″ O | Wohnhaus                  | Vermutlich nicht mehr als Baudenkmal geschützt, da im Denkmalatlas nicht mehr aufgeführt.                                     |          |      |
| Göttinger Straße 7 51° 22′ 24″ N, 9° 36′ 54″ O   | Wohnhaus                  | Vermutlich nicht mehr als Baudenkmal geschützt, da im Denkmalatlas nicht mehr aufgeführt.                                     |          |      |
| Kirchstraße 51° 22′ 18″ N, 9° 37′ 3″ O           | Kirche St. Peter und Paul | | 35288037 |      |
| Kirchstraße 11 51° 22′ 17″ N, 9° 37′ 0″ O        | Wohnhaus                  | | 35288058 |      |
| Kirchstraße 14 51° 22′ 20″ N, 9° 36′ 59″ O       | Wohnhaus                  | Vermutlich nicht mehr als Baudenkmal geschützt, da im Denkmalatlas nicht mehr aufgeführt.                                     |          |      |
| Kirchstraße 22 51° 22′ 23″ N, 9° 36′ 55″ O       | Hof                       | Wohnhaus und Staketzaun (ID 35288541) entlang der Kirchstraße als Baudenkmal geschützt.                                       | 35288101 |      |
| Lange Straße 2 51° 22′ 13″ N, 9° 37′ 7″ O        | Hofanlage                 | Einzeldenkmal der Baudenkmal-Gruppe Hofanlagen Lange Straße 2,4 (ID 35232238)                                                 | 35288122 |      |
| Lange Straße 4 51° 22′ 15″ N, 9° 37′ 8″ O        | Wohnhaus                  | Teil der Baudenkmal-Gruppe Hofanlagen Lange Straße 2,4 (ID 35232238), aber vermutlich nicht mehr als Einzeldenkmal geschützt. |          | BW   |
| Lange Straße 5 51° 22′ 18″ N, 9° 37′ 5″ O        | Wohn-/Geschäftshaus       | Einzeldenkmal der Baudenkmal-Gruppe Lange Straße 5-17 (ID 35232252)                                                           | 35288166 |      |
| Lange Straße 6 51° 22′ 15″ N, 9° 37′ 7″ O        | Wohnhaus                  | Vermutlich nicht mehr als Baudenkmal geschützt, da im Denkmalatlas nicht mehr aufgeführt.                                     |          |      |
| Lange Straße 7 51° 22′ 19″ N, 9° 37′ 5″ O        | Wohnhaus                  | Einzeldenkmal der Baudenkmal-Gruppe Lange Straße 5-17 (ID 35232252)                                                           | 35288192 |      |
| vor Lange Straße 9 51° 22′ 19″ N, 9° 37′ 6″ O    | Steinkreuz                | Archäologisches Einzeldenkmal.                                                                                                | 28989644 |      |
| Lange Straße 9 51° 22′ 19″ N, 9° 37′ 6″ O        | Wohnhaus                  | Einzeldenkmal der Baudenkmal-Gruppe Lange Straße 5-17 (ID 35232252)                                                           | 35288214 |      |
| Lange Straße 11 51° 22′ 20″ N, 9° 37′ 7″ O       | Wohnhaus                  | Zusammen mit Staketzaun (ID 35288562) entlang der Straße Einzeldenkmal der Baudenkmal-Gruppe Lange Straße 5-17 (ID 35232252)  | 35288236 |      |
| Lange Straße 13 51° 22′ 20″ N, 9° 37′ 7″ O       | Wohnhaus                  | Einzeldenkmal der Baudenkmal-Gruppe Lange Straße 5-17 (ID 35232252)                                                           | 35288259 |      |
| Lange Straße 15 51° 22′ 21″ N, 9° 37′ 8″ O       | Wohnhaus                  | Einzeldenkmal der Baudenkmal-Gruppe Lange Straße 5-17 (ID 35232252)                                                           | 35288303 |      |
| Lange Straße 16 51° 22′ 18″ N, 9° 37′ 7″ O       | Wohnhaus                  | | 35288325 |      |
| Lange Straße 17 51° 22′ 21″ N, 9° 37′ 8″ O       | Wohnhaus                  | Einzeldenkmal der Baudenkmal-Gruppe Lange Straße 5-17 (ID 35232252)                                                           | 35288345 |      |
| Lange Straße 20 51° 22′ 19″ N, 9° 37′ 9″ O       | Wohnhaus                  | Vermutlich nicht mehr als Baudenkmal geschützt, da im Denkmalatlas nicht mehr aufgeführt.                                     |          |      |
| Lange Straße 21 51° 22′ 23″ N, 9° 37′ 10″ O      | Wohnhaus                  | | 35288367 |      |
| Lange Straße 22 51° 22′ 19″ N, 9° 37′ 9″ O       | Wohnhaus                  | | 35288387 |      |
| Lange Straße 26 51° 22′ 20″ N, 9° 37′ 9″ O       | Wohnhaus                  | Einzeldenkmal der Baudenkmal-Gruppe Lange Straße 26-30 (ID 35232267)                                                          | 35288407 |      |
| Lange Straße 28 51° 22′ 20″ N, 9° 37′ 9″ O       | Wohnhäuser                | Einzeldenkmal der Baudenkmal-Gruppe Lange Straße 26-30 (ID 35232267)                                                          | 35288429 |      |
| Lange Straße 30 51° 22′ 20″ N, 9° 37′ 10″ O      | Wohnhaus                  | Einzeldenkmal der Baudenkmal-Gruppe Lange Straße 26-30 (ID 35232267)                                                          | 35288451 |      |
| Triftstraße 51° 22′ 16″ N, 9° 37′ 26″ O          | Ehrenmal                  | Kriegerdenkmal für die Gefallenen beider Weltkriege                                                                           | 35288521 | BW   |

## Nienhagen
| Lage                                               | Bezeichnung          | Beschreibung | ID       | Bild |
| -------------------------------------------------- | -------------------- | --- | -------- | ---- |
| Am Gemeinschaftshaus 2 51° 20′ 34″ N, 9° 39′ 44″ O | Wohnhaus             | | 35288807 | BW   |
| Am Mühlenbach 2 51° 20′ 25″ N, 9° 39′ 31″ O        | Mühle                | | 35288827 |      |
| Ingelheimstraße 2 51° 20′ 35″ N, 9° 39′ 41″ O      | Hofanlage            | Die Gebäude des Grundstücks bilden gleichzeitig die Baudenkmal-Gruppe Hofanlage Ingelheimstraße 2 (ID 35232295) | 35288847 | BW   |
| Ingelheimstraße 7 51° 20′ 27″ N, 9° 39′ 42″ O      | Hofanlage            | Mit Wohnhaus und Nebengebäude in der Baudenkmal-Gruppe Hofanlage Ingelheimstraße 7 (ID 35232309)                | 35288869 |      |
| Ingelheimstraße 20 51° 20′ 29″ N, 9° 39′ 43″ O     | Backhaus             | Denkmalgeschützt ist neben dem Backhaus auch die Bruchsteineinfriedung. (ID 35288996)                           | 35288891 | BW   |
| Kirchgasse 1 51° 20′ 32″ N, 9° 39′ 41″ O           | Wohnhaus             | | 35288954 |      |
| Kirchgasse 2 51° 20′ 32″ N, 9° 39′ 42″ O           | Kirche St. Elisabeth | Die Evangelische Kirche steht mit dem Baumbestand (ID 35289017) des Kirchhofs unter Schutz.                     | 35288912 | BW   |
| Kirchgasse 2 51° 20′ 31″ N, 9° 39′ 42″ O           | Gedenkstein          | Der Gedenkstein steht südlich der Kirche auf dem Kirchhof und ist den Opfern der beiden Weltkriege gewidmet.    | 35288934 | BW   |

## Sichelnstein
| Lage                                    | Bezeichnung            | Beschreibung                   | ID       | Bild           |
| --------------------------------------- | ---------------------- | ------------------------------ | -------- | -------------- |
| 51° 21′ 2″ N, 9° 38′ 16″ O              | Burgruine Sichelnstein | Die Burg wurde um 1370 erbaut. | 35289235 | Weitere Bilder |
| Burgstraße 4 51° 21′ 2″ N, 9° 38′ 19″ O | Wohnhaus               |                                | 35289215 | BW             |

## Speele
| Lage                                                           | Bezeichnung         | Beschreibung | ID       | Bild           |
| -------------------------------------------------------------- | ------------------- | --- | -------- | -------------- |
| Wissmannshof 1 51° 22′ 57″ N, 9° 35′ 14″ O                     | Gut Wißmannshof     | Vermutlich besteht kein Denkmalschutz für die Anlage mehr, da sie im Denkmalatlas nicht aufgeführt ist. 1997 eröffnete ein Golfplatz dort, der im Jahr 2016 erweitert wurde. |          | Weitere Bilder |
| Hasenberg 5 51° 22′ 35″ N, 9° 33′ 48″ O                        | Pfarrhaus           | Ebenfalls geschützt ist das Nebengebäude nördlich des Pfarrhauses. (ID 35289339)                                                                                             | 35289319 |                |
| Hohler Graben 51° 22′ 34″ N, 9° 33′ 49″ O                      | Kirche              | | 35289359 |                |
| Roter Weg 1 51° 22′ 33″ N, 9° 33′ 57″ O                        | Wohnhaus            | | 35289380 |                |
| Steinweg 1 51° 22′ 35″ N, 9° 33′ 53″ O                         | Wohnhaus            | Vermutlich besteht kein Denkmalschutz mehr, da das Gebäude im Denkmalatlas nicht mehr aufgeführt wird.                                                                       |          |                |
| Steinweg 2 51° 22′ 34″ N, 9° 33′ 54″ O                         | Wohnhaus            | Ebenfalls geschützt ist die Bruchsteineinfriedung des Grundstückes. (ID 35289421)                                                                                            | 35289400 |                |
| 51° 23′ 12″ N, 9° 33′ 58″ O                                    | Wartturm Westerfeld | Auch Bramster Warte: Wartturm aus Sandstein, 9 m hoch, 10 m Umfang. | 35289279 | BW             |
| Waldfried, Streckenkilometer 152,5 51° 22′ 24″ N, 9° 34′ 40″ O | Eisenbahnbrücke     | | 35289299 | BW             |

## Spiekershausen
| Lage                                                | Bezeichnung                 | Beschreibung             | ID       | Bild           |
| --------------------------------------------------- | --------------------------- | ------------------------ | -------- | -------------- |
| Hauptstraße 51° 20′ 49″ N, 9° 33′ 43″ O             | Kirche St. Marien           |                          | 35289502 | BW             |
| Bei den Kreuzsteinen 51° 20′ 54″ N, 9° 34′ 5″ O     | Steinkreuz                  |                          | 35289462 | BW             |
| Bei den Kreuzsteinen 51° 20′ 52″ N, 9° 33′ 56″ O    | Grenzstein                  |                          | 35289482 | BW             |
| Streckenkilometer 155,40 51° 21′ 30″ N, 9° 33′ 4″ O | Fuldabrücke Kragenhof       | Eisenbahnbrücke von 1855 | 35289442 | Weitere Bilder |
| 51° 21′ 51″ N, 9° 34′ 22″ O                         | Unterführung Weg/Ickelsbach | Eisenbahnbrücke          | 35287435 | BW             |

## Uschlag
| Lage                                               | Bezeichnung              | Beschreibung | ID       | Bild           |
| -------------------------------------------------- | ------------------------ | --- | -------- | -------------- |
| Am Mühlenberg 2 51° 19′ 42″ N, 9° 36′ 59″ O        | Wohn-/Wirtschaftsgebäude | | 35289524 | BW             |
| Am Mühlenberg 3 51° 19′ 41″ N, 9° 36′ 54″ O        | Wohnhaus                 | | 35289544 | BW             |
| An der Kirche 1 51° 19′ 50″ N, 9° 37′ 7″ O         | Kirche                   | Die evangelische Johanniskirche Uschlag ist am Langhaus mit Barockportal auf 1725 datiert. Im Osten mittelalterlichem Chorturm mit oktogonalem Fachwerkaufsatz. Zusammen mit der Bruchsteineinfriedung (ID 35290837) und dem Baumbestand des Kirchhofs (ID 35290813) Einzeldenkmal der Baudenkmal-Gruppe A.d.Kirche/Kasseler u. Mündener Str. (ID 35232323) | 35289564 | Weitere Bilder |
| An der Kirche 2 51° 19′ 48″ N, 9° 37′ 6″ O         | Wohn-/Wirtschaftsgebäude | Einzeldenkmal der Baudenkmal-Gruppe A.d.Kirche/Kasseler u. Mündener Str. (ID 35232323) | 35289610 |                |
| An der Kirche 3 51° 19′ 50″ N, 9° 37′ 8″ O         | Wohnhaus                 | Einzeldenkmal der Baudenkmal-Gruppe A.d.Kirche/Kasseler u. Mündener Str. (ID 35232323) | 35289632 | BW             |
| An der Kirche 14 51° 19′ 51″ N, 9° 37′ 8″ O        | Wohnhaus                 | Einzeldenkmal der Baudenkmal-Gruppe A.d.Kirche/Kasseler u. Mündener Str. (ID 35232323) | 35289654 | BW             |
| An der Kirche 16 51° 19′ 51″ N, 9° 37′ 7″ O        | Wohnhaus                 | Zusammen mit dem Staketzaun (ID 35290586) als Einfriedung Einzeldenkmal der Baudenkmal-Gruppe A.d.Kirche/Kasseler u. Mündener Str. (ID 35232323) | 35289676 | BW             |
| An der Kirche 18 51° 19′ 51″ N, 9° 37′ 6″ O        | Wohnhaus                 | Einzeldenkmal der Baudenkmal-Gruppe A.d.Kirche/Kasseler u. Mündener Str. (ID 35232323) | 35289699 | BW             |
| Benteröder Weg 1 51° 19′ 47″ N, 9° 37′ 10″ O       | Wohnhaus                 | Zusammen mit Nebengebäude (ID 35289791) und Staketzaun (ID 35290609) als Einfriedung Einzeldenkmal der Baudenkmal-Gruppe Benteröder Weg / Kasseler Straße (ID 35232338) | 35289768 | BW             |
| Herrenwiese 5a 51° 19′ 45″ N, 9° 37′ 10″ O         | Wohnhaus                 | | 35289833 | BW             |
| Herrenwiese 8 51° 19′ 43″ N, 9° 37′ 14″ O          | Wohnhaus                 | | 35289853 | BW             |
| Herrenwiese 12 51° 19′ 43″ N, 9° 37′ 16″ O         | ehem. Mühle              | | 35289873 | BW             |
| Hintergasse 2 51° 19′ 48″ N, 9° 37′ 23″ O          | Wohnhaus                 | | 35289894 | BW             |
| In der Aue 8 51° 19′ 42″ N, 9° 37′ 27″ O           | Wohn-/Wirtschaftsgebäude | | 35289914 | BW             |
| Kasseler Straße 51° 19′ 46″ N, 9° 36′ 40″ O        | Ehrenmal                 | | 35289934 | BW             |
| Kasseler Straße 13 51° 19′ 48″ N, 9° 37′ 6″ O      | Wohn-/Wirtschaftsgebäude | Einzeldenkmal der Baudenkmal-Gruppe A.d.Kirche/Kasseler u. Mündener Str. (ID 35232323) | 35289954 | BW             |
| Kasseler Straße 15 51° 19′ 47″ N, 9° 37′ 8″ O      | Hofanlage                | Einzeldenkmal der Baudenkmal-Gruppe Benteröder Weg / Kasseler Straße (ID 35232338) | 35289976 | BW             |
| Kasseler Straße 17/19 51° 19′ 47″ N, 9° 37′ 9″ O   | Hofanlage                | Zusammen mit dem Staketzaun (ID 35290745) entlang der Straße Einzeldenkmal der Baudenkmal-Gruppe Benteröder Weg / Kasseler Straße (ID 35232338) | 35289998 | BW             |
| Kasseler Straße 21 51° 19′ 47″ N, 9° 37′ 12″ O     | Wohn-/Wirtschaftsgebäude | | 35290021 | BW             |
| Kasseler Straße 39 51° 19′ 47″ N, 9° 37′ 23″ O     | Hofanlage                | Bildet mit Wohnhaus und Anbauten die Baudenkmal-Gruppe Hofanlage Kasseler Straße 39 (ID 35232353) | 35290041 | BW             |
| Kasseler Straße 44 a/b 51° 19′ 46″ N, 9° 37′ 12″ O | Wohn-/Geschäftshaus      | | 35290063 | BW             |
| Kasseler Straße 47 51° 19′ 46″ N, 9° 37′ 28″ O     | Hofanlage                | Bildet mit Wohnhaus und Nebengebäude die Baudenkmal-Gruppe Hofanlage Kasseler Straße 47 (ID 35232367) | 35290083 | BW             |
| Kasseler Straße 48 51° 19′ 46″ N, 9° 37′ 16″ O     | Wohnhaus                 | Bildet zusammen mit der Scheune (ID 35290128) in der Höckergasse die Baudenkmal-Gruppe Kasseler Straße 48 (ID 35232381) | 35290105 | BW             |
| Kasseler Straße 60 51° 19′ 46″ N, 9° 37′ 21″ O     | Wohn-/Geschäftshaus      | Einzeldenkmal der Baudenkmal-Gruppe Kasseler Straße 60,62,64 (ID 35232395) | 35290150 | BW             |
| Kasseler Straße 62 51° 19′ 46″ N, 9° 37′ 22″ O     | Wohnhaus                 | Einzeldenkmal der Baudenkmal-Gruppe Kasseler Straße 60,62,64 (ID 35232395) | 35290172 | BW             |
| Kasseler Straße 64 51° 19′ 45″ N, 9° 37′ 24″ O     | Wohnhaus                 | Einzeldenkmal der Baudenkmal-Gruppe Kasseler Straße 60,62,64 (ID 35232395) | 35290194 | BW             |
| Kasseler Straße 70 51° 19′ 44″ N, 9° 37′ 26″ O     | Hofanlage                | Bildet mit Wohnhaus, rückwärtigen Nebengebäuden und Staketzaun (ID 35290632) am Erlenweg die Baudenkmal-Gruppe Hofanlage Kasseler Straße 70 (ID 35232409) | 35290216 | BW             |
| Mühlenstraße 6 51° 19′ 45″ N, 9° 37′ 5″ O          | Pfarrhaus                | Bildet zusammen mit dem Nebengebäude (ID 35290286) und dem Staketzaun (ID 35290655) die Baudenkmal-Gruppe Mühlenstraße 6 (ID 35232424) | 35290263 | BW             |
| Mühlenstraße 8 51° 19′ 45″ N, 9° 37′ 6″ O          | Wohnhaus                 | | 35290308 | BW             |
| Mühlenstraße 12 51° 19′ 43″ N, 9° 37′ 7″ O         | Wohnhaus                 | | 35290349 | BW             |
| Mündener Straße 1 51° 19′ 48″ N, 9° 37′ 4″ O       | Wohnhaus                 | Einzeldenkmal der Baudenkmal-Gruppe A.d.Kirche/Kasseler u. Mündener Str. (ID 35232323) | 35290369 | BW             |
| Mündener Straße 2 51° 19′ 48″ N, 9° 37′ 5″ O       | Wohnhaus                 | Einzeldenkmal der Baudenkmal-Gruppe A.d.Kirche/Kasseler u. Mündener Str. (ID 35232323) | 35290391 | BW             |
| Mündener Straße 3 51° 19′ 48″ N, 9° 37′ 4″ O       | Wohnhaus                 | Einzeldenkmal der Baudenkmal-Gruppe A.d.Kirche/Kasseler u. Mündener Str. (ID 35232323) | 35290413 | BW             |
| Mündener Straße 4 51° 19′ 48″ N, 9° 37′ 5″ O       | Wohnhaus                 | Einzeldenkmal der Baudenkmal-Gruppe A.d.Kirche/Kasseler u. Mündener Str. (ID 35232323) | 35290435 |                |
| Mündener Straße 7 51° 19′ 49″ N, 9° 37′ 5″ O       | Wirtschaftsgebäude       | Einzeldenkmal der Baudenkmal-Gruppe A.d.Kirche/Kasseler u. Mündener Str. (ID 35232323) | 35290481 | BW             |